# Surf Coast Classic (mannen)
De Surf Coast Classic is een jaarlijkse eendaagse wielerwedstrijd die wordt verreden in Torquay, Victoria, Australië, 21 kilometer ten zuiden van Geelong, de start- en finishplaats van de Cadel Evans Great Ocean Road Race die onder leiding van dezelfde organisatoren valt. De eerste editie vond plaats in 2020. Er is een wedstrijd voor mannen en een voor vrouwen.
De mannen reden bij de eerste editie in 2020 op een parcours met een lengte van 13,3 kilometer dat tien keer werd gerond (133 km). Voor de volgende editie was het wachten tot 2024, ditmaal reden de renners niet op een parcours. De wedstrijd maakt deel uit van de UCI Oceania Tour met de classificatie 1.1.

## Erelijst
| Seizoen   | Datum         | Afstand       | Winnaar              | Tweede          | Derde               |
| --------- | ------------- | ------------- | -------------------- | --------------- | ------------------- |
| 2020      | 30 januari    | 133 km        | Sam Bennett          | Giacomo Nizzolo | Alberto Dainese     |
| 2021-2023 | Niet verreden | Niet verreden | Niet verreden        | Niet verreden   | Niet verreden       |
| 2024      | 25 januari    | 158 km        | Biniam Girmay        | Elia Viviani    | Corbin Strong       |
| 2025      | 30 januari    | 157 km        | Tobias Lund Andresen | Sam Welsford    | Tim Torn Teutenberg |

### Overwinningen per land
| Overwinningen | Land                         |
| ------------- | ---------------------------- |
| 1             | Denemarken, Eritrea, Ierland |

2005 · 
2006 · 
2007 · 
2008 · 
2009 · 
2010 · 
2011 · 
2012 · 
2013 ·
2014 ·
2015 ·
2016 ·
2017 ·
2018 ·
2019 · 2020 · 2021 · 2022 · 2023 · 2024 · 2025
Belangrijkste wedstrijden

New Zealand Cycle Classic · Herald Sun Tour · Cadel Evans Great Ocean Road Race (voormalig)